# When Love Takes Over You
When Love Takes Over You è il quinto e ultimo singolo estratto dall'album Another Place and Time della cantautrice statunitense Donna Summer, pubblicato solamente in Europa il 13 novembre 1989 dall'etichetta Warner Bros. nella versione remixata.

## Successo commerciale
Il singolo raggiunse il 72º posto nella classifica dei singoli del Regno Unito.

## Accoglienza
La rivista Pop Rescue definì la canzone «molto più dolce e meno accattivante» di I Don't Wanna Get Hurt, la traccia precedente nell'album, e che «la voce [della Summer] è più morbida, e anche la canzone è musicalmente più delicata, con le tastiere ed un ritmo più lento».

## Classifiche
| Classifica (1989) | Posizione massima |
| ----------------- | ----------------- |
| Regno Unito       | 72                |